# Самґєтан
Самґєтан (삼계탕, 蔘鷄湯, «сам» женьшень, «ґє» курка, «тан» суп), женьшеневий курячий суп — страва, що складається в основному з цілого молодого курчати з начинкою з часником, рисом, фініком і женьшенем. Самґєтан — традиційний корейський суп для здоров'я організму. Самґєтан є репрезентативним літнім здоровим харчуванням. Суп, приготований з курки, яка трохи більше курчати, називається Йонгге Бексук, а курка, розділена навпіл, називається банґєтан.

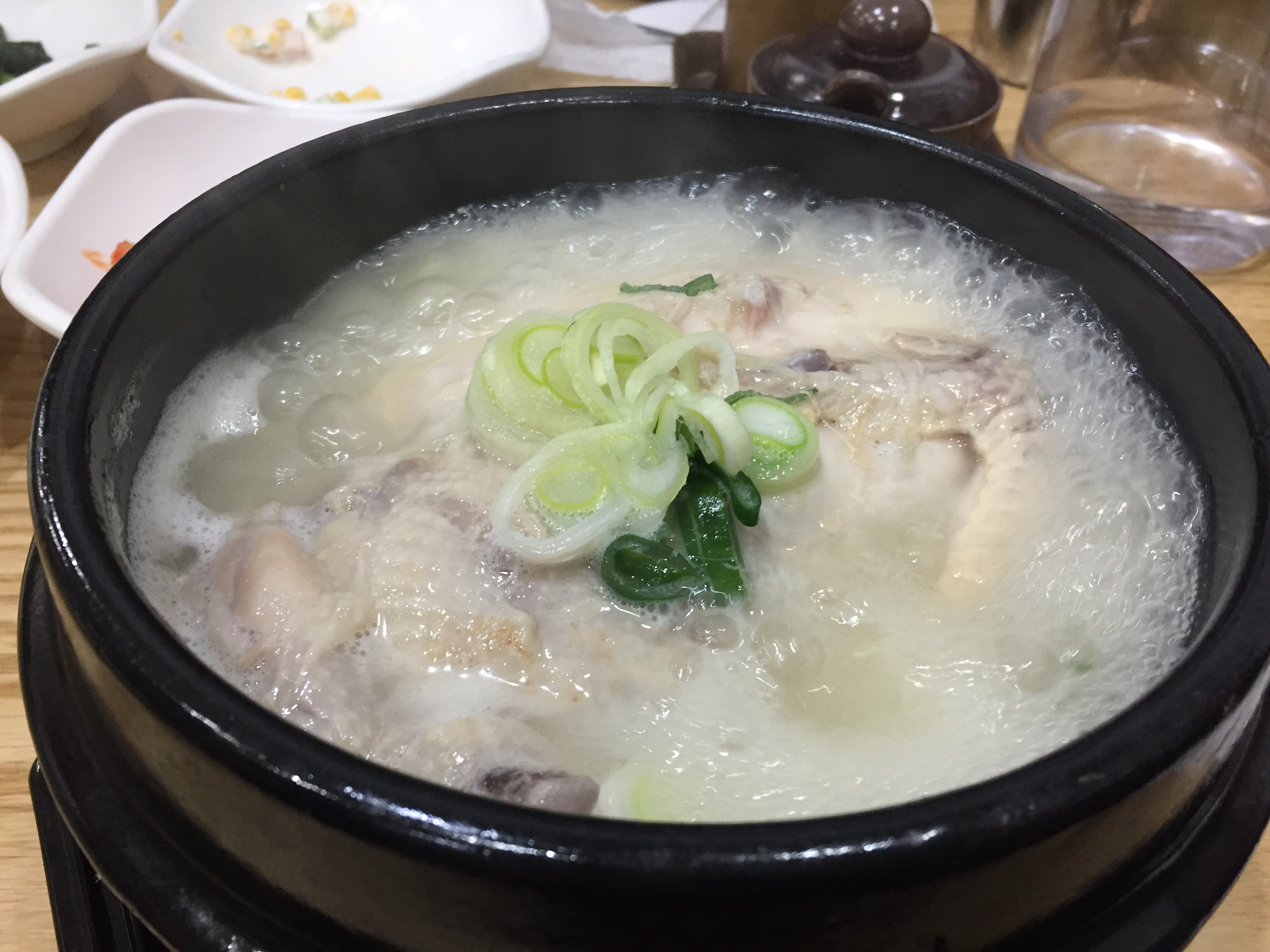
Самгєтанг — одна з найпопулярніших страв корейської кухні

Самґєтан — це теплий суп для спекотних літніх днів, оскільки він містить корисні поживні речовини, які мають замінити поживні речовини, втрачені через надмірне потовиділення та фізичну активність. Особливо популярно їсти цей курячий суп в дні самбок (삼복), які є трьома різними днями місячного календаря — Чобок (초복), Чонбок (중복) і Мальбок (말복) — зазвичай одні з найспекотніших літніх днів у Кореї.
Деякі фірмові ресторани Південної Кореї подають тільки Самґєтан, здобувши місцеву популярність завдяки своїм особливим рецептам страви, які часто тримаються в секреті. У деяких ресторанах до страви іноді додається невелика безкоштовна пляшка інсамджу (вино з женьшеню).

## Історія
Прототип супу Самґєтан існував за часів династії Чосон. Зокрема, це була одна з найпоширеніших м'ясних страв у часи, коли м'яса було мало.
Самгєтан розпочався в японську колоніальну епоху в Кореї, коли багато багатих сімей готували його з порошку білого женьшеню в курячому бульйоні, або курячий бульйон, який продавався в ресторанах наприкінці 1940-х років і став окремою стравою під назвою Ґєсамтан. У 1950-ті роки спочатку використовувався порошок женьшеню, але після 1960-х років поширення холодильників дозволило довго зберігати женьшень, і використовувати свіжий замість сушеного. Лише в 1960-х роках нинішній Самгєтан отримав назву.
Спочатку Самґєтан називався Ґєсамтан, а не Самґєтан. Це означало, що курка важливіша за женьшень, щоб створити враження, що курка корисна для здоров'я. Самґєтан, навпаки, говорить про більшу важливість женьшеню.

## Рецепт
Рецепт приготування Самґєтан полягає в тому, щоб покласти клейкий рис, часник і фінік, загорнуті в чисту тканину, в шлунок патраної курки і відварити його в каструлі з великою кількістю води, і витягнути, коли м'ясо повністю звариться. Женьшень загортається в тканину, кладеться в суп, і інгредієнти женьшеню згущуються, тому його приправляють сіллю, щоб пити тільки суп, або приправлене м'ясо в супі. Однак, якщо женьшень змішати з клейким рисом і покласти в курку, поживні речовини женьшеню просочують курячі кістки, зменшуючи поживні речовини женьшеню. Крім женьшеню, його також їдять з плющем, кедром і молюсками. Деякі кажуть, що фінік не слід їсти, оскільки він поглинає шкідливі інгредієнти Самґєтан, але це неправда, і його можна їсти.

## Галерея

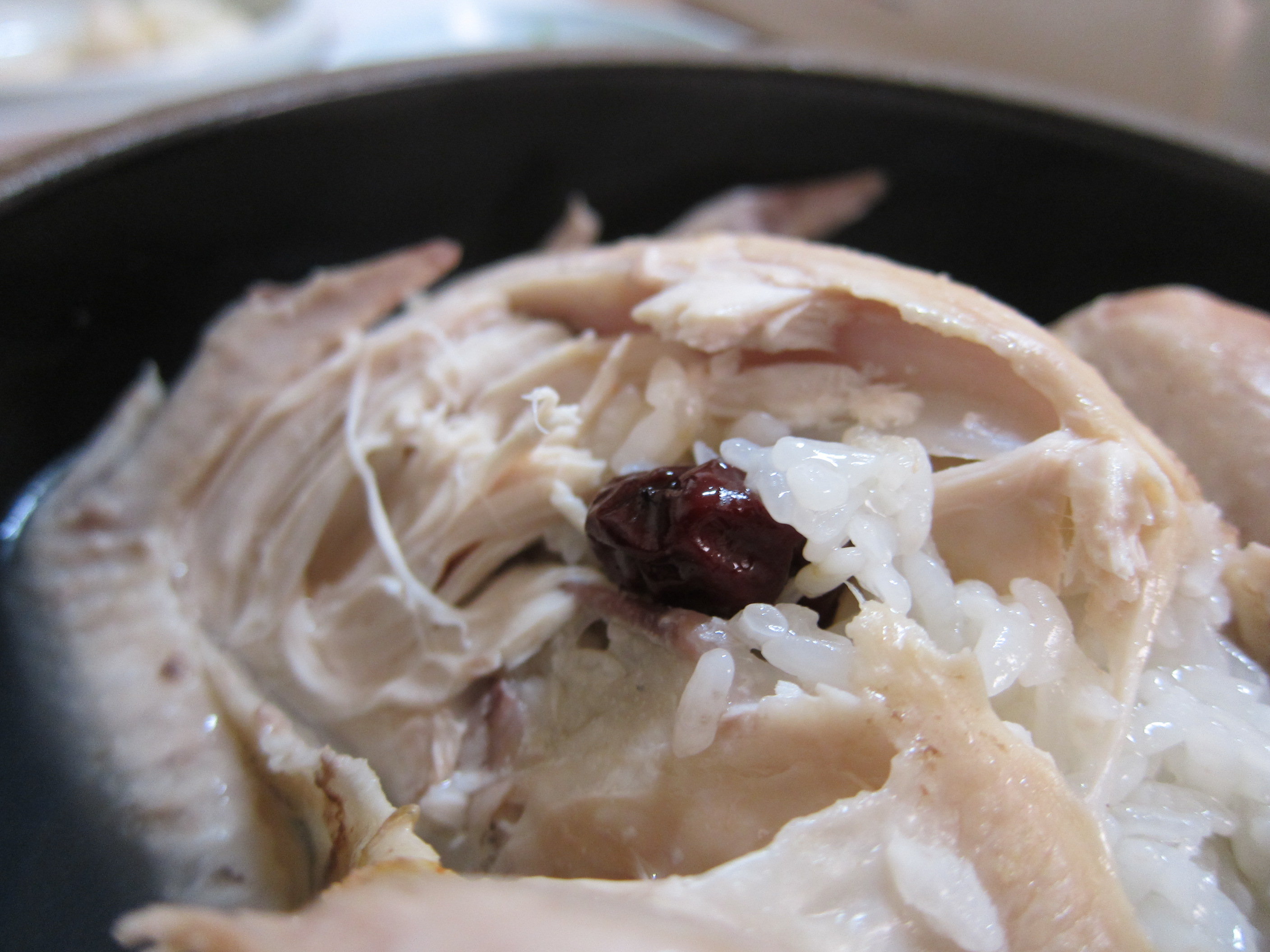
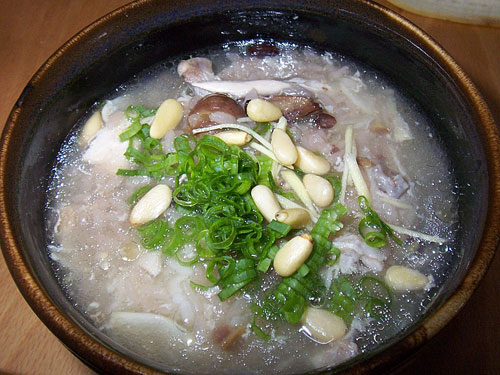
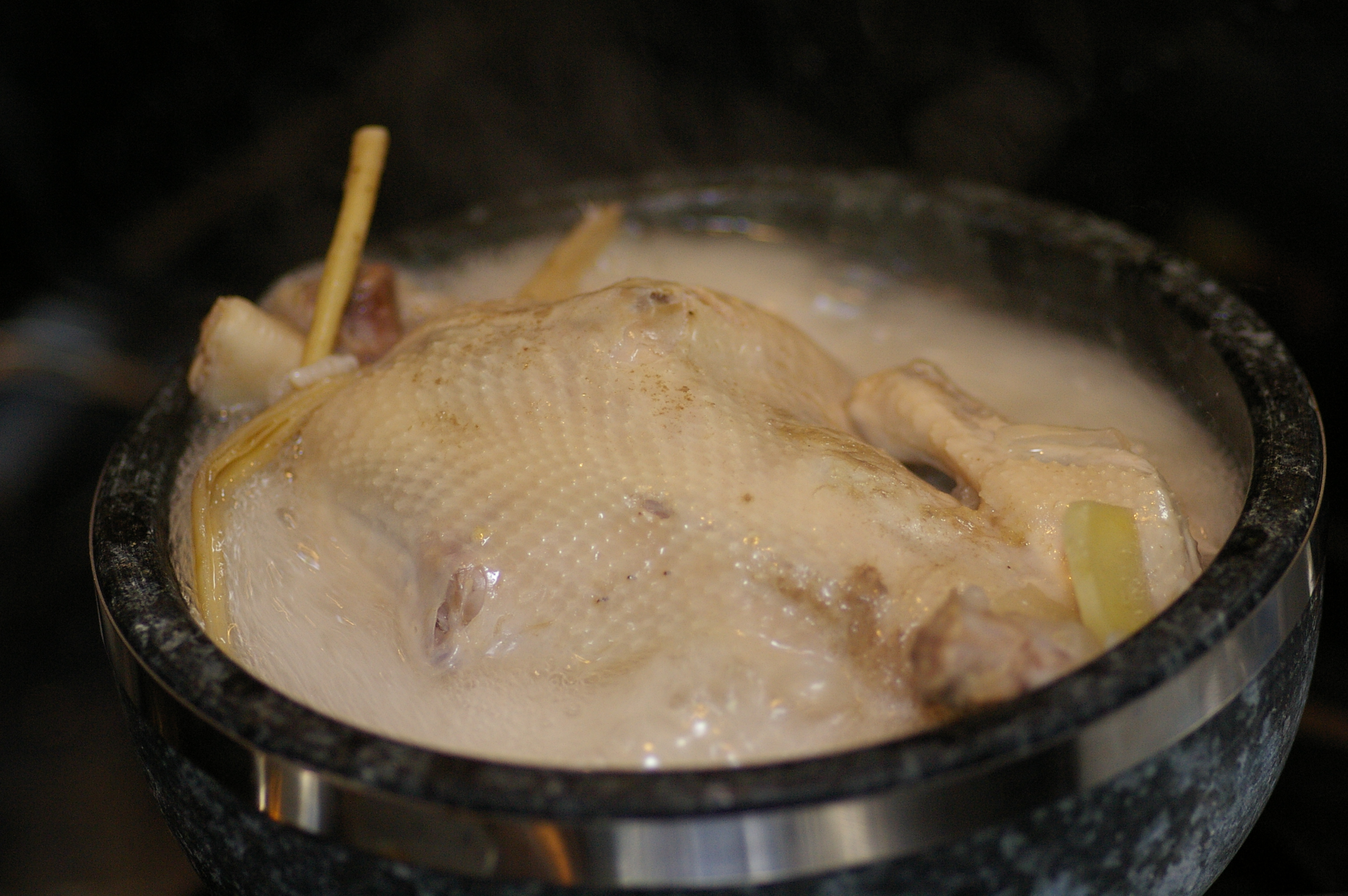
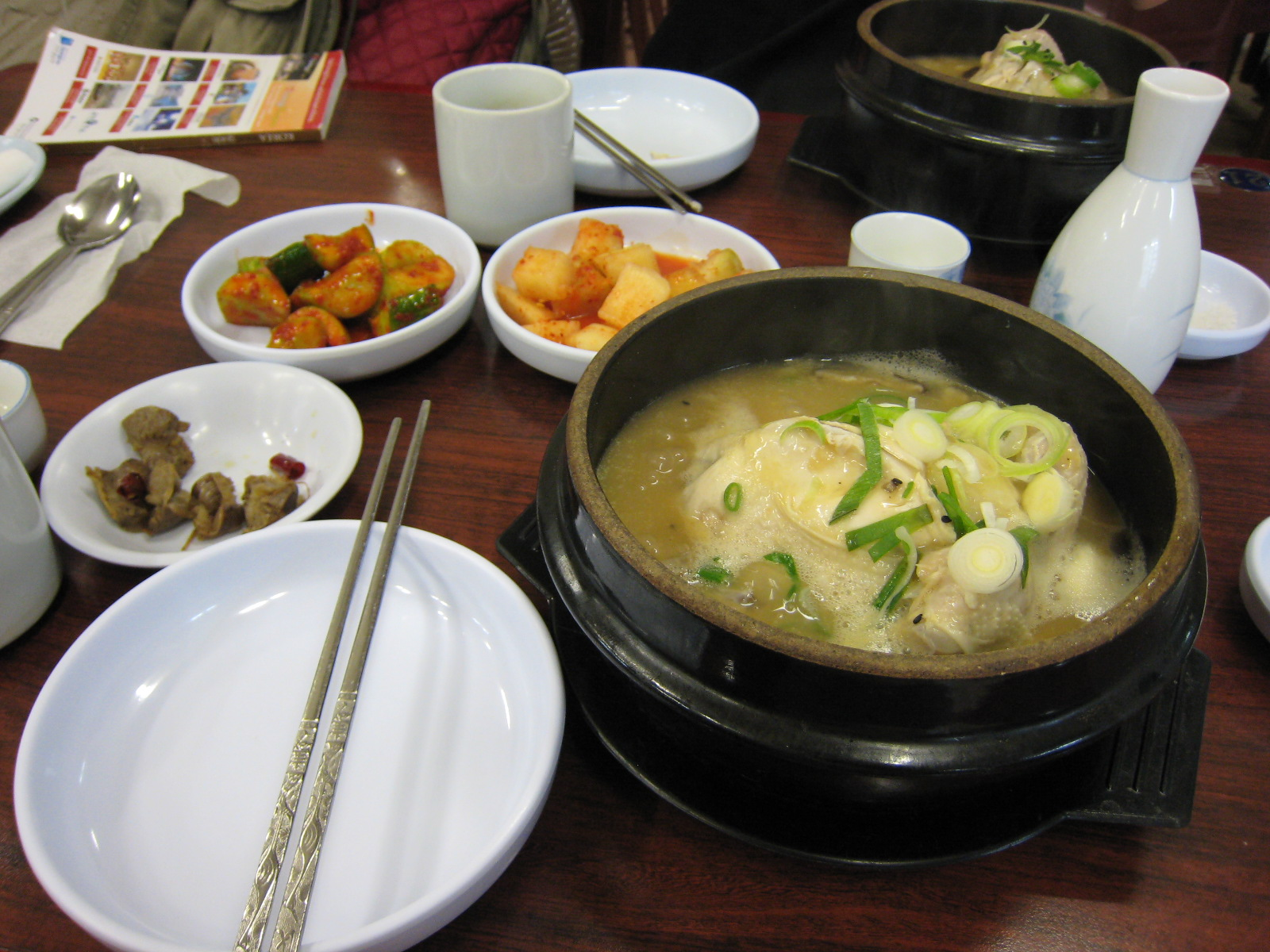
з кімчі і женьшеневим вином
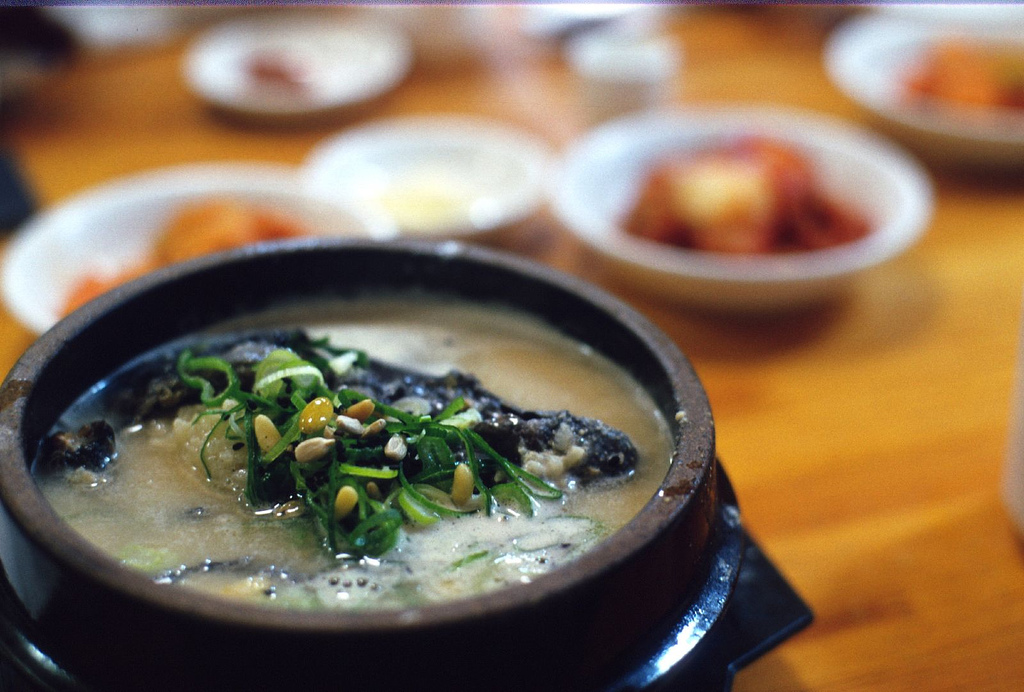
з куркою